# NGC 880
NGC 880 è una vasta e lontana galassia a spirale (o irregolare) situata nella costellazione della Balena, a una distanza di circa 587 milioni di anni luce dalla nostra Via Lattea.

## Scoperta
La galassia è stata scoperta nel 1886 dall'astronomo statunitense Francis Leavenworth.

## Descrizione
Nella galassia sono presenti regioni di idrogeno ionizzato.
Il database SIMBAD, classifica NGC 880 come galassia attiva.